# Olympische Winterspiele 2006/Rennrodeln – Doppelsitzer
Der Doppelsitzer im Rennrodeln bei den Olympischen Winterspielen 2006 bestand aus zwei Läufen. Austragungsort war die Bob- und Rodelbahn Cesana Pariol in Cesana Torinese. Beide Läufe fanden am 15. Februar statt; der erste um 16:00 Uhr und der zweite um 17:20 Uhr. Am Start waren 21 Teams aus 13 Ländern, von denen 18 in die Wertung kamen.
Es gewann das österreichische Brüderpaar Andreas Linger und Wolfgang Linger, vor den Deutschen André Florschütz und Torsten Wustlich sowie den Italienern Gerhard Plankensteiner und Oswald Haselrieder.

## Titelträger
| Olympiasieger | Patric Leitner, Alexander Resch ( Deutschland)    | 1:26,082 min | Salt Lake City 2002 |
| Weltmeister   | André Florschütz, Torsten Wustlich ( Deutschland) | 1:28,091 min | Park City 2005      |

## Ergebnis
| Rang | Nation             | Athleten                                    | 1. Lauf  | 2. Lauf  | Gesamt       |
| ---- | ------------------ | ------------------------------------------- | -------- | -------- | ------------ |
| 1    | Österreich         | Andreas Linger / Wolfgang Linger            | 47,028 s | 47,469 s | 1:34,497 min |
| 2    | Deutschland        | André Florschütz / Torsten Wustlich         | 47,141 s | 47,666 s | 1:34,807 min |
| 3    | Italien            | Gerhard Plankensteiner / Oswald Haselrieder | 47,236 s | 47,694 s | 1:34,930 min |
| 4    | Österreich         | Tobias Schiegl / Markus Schiegl             | 47,108 s | 47,843 s | 1:34,951 min |
| 5    | Italien            | Christian Oberstolz / Patrick Gruber        | 47,620 s | 47,336 s | 1:34,956 min |
| 6    | Deutschland        | Patric Leitner / Alexander Resch            | 47,198 s | 47,762 s | 1:34,960 min |
| 7    | Lettland           | Andris Šics / Juris Šics                    | 47,353 s | 47,761 s | 1:35,114 min |
| 8    | Vereinigte Staaten | Preston Griffall / Dan Joye                 | 47,722 s | 47,688 s | 1:35,410 min |
| 9    | Kanada             | Chris Moffat / Mike Moffat                  | 47,715 s | 47,826 s | 1:35,541 min |
| 10   | Kanada             | Grant Albrecht / Eric Pothier               | 47,478 s | 48,083 s | 1:35,561 min |
| 11   | Russland           | Michail Kusmitsch / Juri Wesselow           | 47,556 s | 48,094 s | 1:35,650 min |
| 12   | Japan              | Goro Hayashibe / Masaki Toshiro             | 48,067 s | 47,793 s | 1:35,860 min |
| 13   | Slowakei           | Ľubomír Mick / Walter Marx                  | 48,412 s | 47,857 s | 1:36,269 min |
| 14   | Ukraine            | Andrij Kis / Jurij Hajduk                   | 48,850 s | 48,327 s | 1:37,177 min |
| 15   | Rumänien           | Eugen Radu / Marian Lăzărescu               | 49,526 s | 48,357 s | 1:37,883 min |
| 16   | Tschechien         | Lukáš Brož / Antonín Brož                   | 49,415 s | 48,697 s | 1:38,112 min |
| 17   | Polen              | Marcin Piekarski / Krzysztof Lipiński       | 49,829 s | 48,616 s | 1:38,445 min |
| 18   | Rumänien           | Cosmin Chetroiu / Ionuț Țăran               | 48,625 s | 50,968 s | 1:39,593 min |
|      | Ukraine            | Oleh Scherebyzkyj / Roman Jaswinskyj        | 50,897 s | DNS      | DNF          |
|      | Vereinigte Staaten | Mark Grimmette / Brian Martin               | DNF      | DNS      | DNF          |
|      | Russland           | Dmitri Chamkin / Wladimir Boizow            | DNF      | DNS      | DNF          |